# Ocotea odorifera
Ocotea odorifera là loài thực vật có hoa trong họ Nguyệt quế. Loài này được (Vell.) Rohwer miêu tả khoa học đầu tiên năm 1986.